# Maison Smith (Montréal)
La Maison Smith (ou Hosea-Ballou-Smith) est une demeure ancestrale située sur le mont Royal à Montréal.

## Histoire

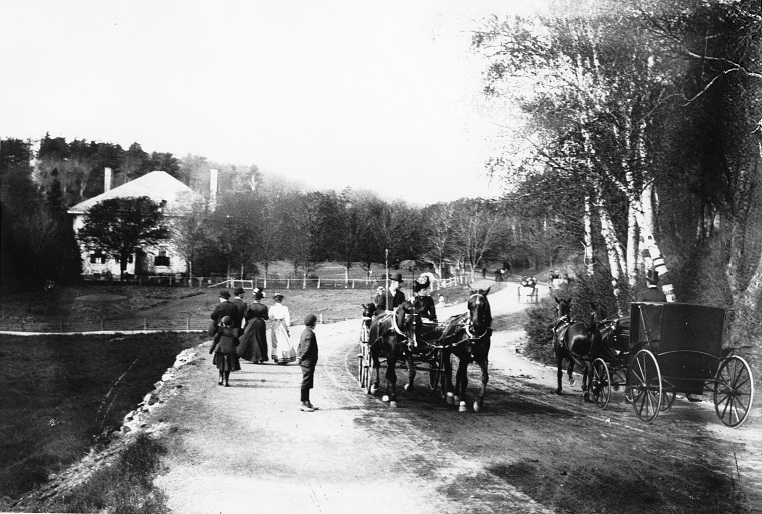
À gauche : maison du gardien du parc du Mont-Royal, 1899

Construite vers 1858, le bâtiment faisait partie d'une ensemble fermier de 186 arpents sur le Mont Royal et appartenait à Hosea Bonen Smith, un des 16 propriétaires fonciers qui se partageaient la montagne. Le domaine est exproprié en 1869 par l'administration municipale qui souhaite créer un parc sur le mont. La maison Smith devient pendant plusieurs décennies la résidence des surintendants du parc. Elle porte le nom de Maison McGibben (1874-1896) et de Maison du gardien (1858-1934).
De 1940 à 1960, la maison devient un poste de police et de secourisme. En 1964, elle est l'hôte du Symposium international de sculpture (en). Pour la circonstance, la maison abrite le Centre d'art du Mont-Royal qui y restera jusqu'en 1981. Les sculptures présentées lors du symposium sont toujours en place depuis. 
La maison est convertie en musée de la chasse et de la nature, de 1984 à 1988, avant de devenir le centre de la montagne et des amis de la montagne en 1989. On y retrouve un café, une boutique et une exposition didactique sur le Mont Royal.
Les dépendances du domaine sont détruites durant les années 1960 pour faire place à la voie Camillien-Houde et aux stationnements.

## Description
De forme rectangulaire, la Maison Smith possède deux étages et un toit en pavillon avec lucarnes et recouvert de tôle à baguettes. Elle est construite en pierres à moellons. Elle fait partie du Site patrimonial du Mont-Royal et est considérée comme le seul exemplaire d'architecture rurale du XIXe siècle à Montréal.